# قاشق نقره‌ای (مانگا)
قاشق نقره‌ای (ژاپنی: 銀の匙، هپبورن: Gin no Saji) مجموعه مانگای ژاپنی اثر هیرومو آراکاواست. این مانگا در مجله شونن شوگاکوکان از آوریل ۲۰۱۱ تا نوامبر ۲۰۱۹ منتشر شد. ماجرا در دبیرستان کشاورزی اوزو در هوکایدو رخ می‌دهد و زندگی روزمره یوگو هاچیکن را نشان می‌دهد، یک دانش آموز دبیرستان از ساپورو که برای فرار از خواسته‌های سختگیرانه خانواده‌اش فرار در دبیرستان کشاورزی اوزو ثبت نام کرد. اما به زودی می‌فهمد که زندگی در یک مدرسه کشاورزی به اندازه‌ای آسان نیست که در ابتدا فکر می‌کرد. برخلاف همکلاسی‌های جدیدش، او قصد ندارد بعد از فارغ‌التحصیلی به حرفه کشاورزی ادامه دهد، اگرچه به اینکه آنها قبلاً اهداف خود را برای زندگی خود تعیین کرده‌اند و دنبال رویاهای خود هستند، حسادت می‌کند.
یک مجموعه انیمه تلویزیونی اقتباسی توسط ای-۱ پیکچرز در دو فصل ساخته شد که بین جولای و سپتامبر ۲۰۱۳ و همچنین ژانویه و مارس ۲۰۱۴ در فوجی تلویژن پخش شد. یک فیلم لایو اکشن بر اساس مانگای تولید شده توسط توهو در مارس ۲۰۱۴ منتشر شد.
تا فوریه ۲۰۲۰، مانگا بیش از ۱۷ میلیون نسخه در تیراژ داشت. قاشق نقره‌ای پنجمین جایزه مانگا تایشو را در سال ۲۰۱۲، در سال ۲۰۱۳ پنجاه و هشتمین جایزه مانگای شوگاکوکان را در رده شونن و نیز در همان سال، جایزه محتوای فرهنگ غذایی ژاپن را از آن خود کرد.

## داستان
دانش آموز خوش‌اخلاق، یوگو هاچیکن، پس از قبول نشدن در امتحانات ورودی دبیرستانی که قصد داشت در آن شرکت کند، تصمیم می‌گیرد در دبیرستان کشاورزی روستایی اوزو در حومه شهر ثبت نام کند. در ابتدای داستان رابطه او با خانواده‌اش کمی تیره می‌شود که این بر تصمیم او برای رفتن به مدرسه‌ای دور از خانه تأثیر می‌گذارد. او همچنان نگران آینده حرفه‌ای خود است. او به آرامی به محیط جدیدش عادت می‌کند و در حالی که تلاش می‌کند تا دنیای کشاورزی و چگونگی تأثیر آن بر زندگی دوستان جدیدش را درک کند، به فردی همدل و دلسوز تبدیل می‌شود.